# Édouard Collignon
Édouard Charles Romain Collignon (1831 — 1913) foi um engenheiro francês. É conhecido pela projeção de Collignon e por sua atuação na construção de ferrovias na Rússia.

## Carreira
Após a graduação na École Polytechnique em 1849, tornou-se membro do Corpo de Engenheiros de Pontes e Estradas. Tornou-se inspetor de pontes e estradas em 1878.
De 1857 a 1862 desempenhou importante papel na construção da ferrovia São Peterburgo - Varsóvia e ferrovia Moscou a Níjni Novgorod.
Foi membro fundador da Sociedade Francesa para o Avanço das Ciências. Foi autor de estudos sobre as ferrovias da Rússia e de memórias e tratados sobre mecânica.